# Michał Skóraś
Michał Krzysztof Skóraś (Jastrzębie-Zdrój, 15 de febrero de 2000) es un futbolista polaco que juega de centrocampista en el Club Brujas de la Primera División de Bélgica.

## Selección nacional
El 22 de septiembre de 2022 debutó con la selección de Polonia en un partido de la Liga de Naciones de la UEFA 2022-23 ante los Países Bajos que perdieron por cero a dos.

### Participaciones en Copas del Mundo
| Mundial      | Sede  | Resultado        | Partidos | Goles |
| ------------ | ----- | ---------------- | -------- | ----- |
| Mundial 2022 | Catar | Octavos de final | 1        | 0     |

### Participaciones en Eurocopas
| Copa          | Sede     | Resultado    | Partidos | Goles |
| ------------- | -------- | ------------ | -------- | ----- |
| Eurocopa 2024 | Alemania | Primera fase | 1        | 0     |

## Estadísticas

### Clubes
Actualizado al último partido disputado el 30 de octubre de 2024.
| Club                                   | Div.          | Temporada     | Liga  | Liga  | Copas nacionales | Copas nacionales | Copas internacionales | Copas internacionales | Total | Total |
| Club                                   | Div.          | Temporada     | Part. | Goles | Part.            | Goles            | Part.                 | Goles                 | Part. | Goles |
| -------------------------------------- | ------------- | ------------- | ----- | ----- | ---------------- | ---------------- | --------------------- | --------------------- | ----- | ----- |
| Lech Poznań II · Polonia               | 4.ª           | 2017-18       | 14    | 0     | ―                | ―                | ―                     | ―                     | 14    | 0     |
| Termalica Bruk-Bet Nieciecza · Polonia | 2.ª           | 2018-19       | 27    | 1     | 1                | 0                | ―                     | ―                     | 28    | 1     |
| Termalica Bruk-Bet Nieciecza · Polonia | Total club    | Total club    | 27    | 1     | 1                | 0                | 0                     | 0                     | 28    | 1     |
| Raków Częstochowa · Polonia            | 1.ª           | 2019-20       | 15    | 1     | 2                | 0                | ―                     | ―                     | 17    | 1     |
| Raków Częstochowa · Polonia            | Total club    | Total club    | 15    | 1     | 2                | 0                | 0                     | 0                     | 17    | 1     |
| Lech Poznań II · Polonia               | 3.ª           | 2019-20       | 5     | 1     | ―                | ―                | ―                     | ―                     | 5     | 1     |
| Lech Poznań II · Polonia               | 3.ª           | 2020-21       | 1     | 2     | ―                | ―                | ―                     | ―                     | 1     | 2     |
| Lech Poznań II · Polonia               | 3.ª           | 2021-22       | 1     | 0     | ―                | ―                | ―                     | ―                     | 1     | 0     |
| Lech Poznań II · Polonia               | Total club    | Total club    | 21    | 3     | 0                | 0                | 0                     | 0                     | 21    | 3     |
| Lech Poznań · Polonia                  | 1.ª           | 2019-20       | 5     | 0     | 0                | 0                | ―                     | ―                     | 5     | 0     |
| Lech Poznań · Polonia                  | 1.ª           | 2020-21       | 26    | 2     | 4                | 0                | 9                     | 1                     | 39    | 3     |
| Lech Poznań · Polonia                  | 1.ª           | 2021-22       | 29    | 2     | 6                | 0                | ―                     | ―                     | 35    | 2     |
| Lech Poznań · Polonia                  | 1.ª           | 2022-23       | 32    | 9     | 1                | 0                | 20                    | 7                     | 53    | 16    |
| Lech Poznań · Polonia                  | Total club    | Total club    | 92    | 13    | 11               | 0                | 29                    | 8                     | 132   | 21    |
| Club Brujas · Bélgica                  | 1.ª           | 2023-24       | 28    | 2     | 4                | 0                | 15                    | 2                     | 47    | 4     |
| Club Brujas · Bélgica                  | 1.ª           | 2024-25       | 11    | 0     | 1                | 1                | 2                     | 0                     | 14    | 1     |
| Club Brujas · Bélgica                  | Total club    | Total club    | 39    | 2     | 5                | 1                | 17                    | 2                     | 61    | 5     |
| Total carrera                          | Total carrera | Total carrera | 194   | 20    | 19               | 1                | 46                    | 10                    | 259   | 31    |

## Palmarés

### Títulos nacionales
| Título                      | Club        | País    | Año  |
| --------------------------- | ----------- | ------- | ---- |
| Ekstraklasa                 | Lech Poznań | Polonia | 2022 |
| Primera División de Bélgica | Club Brujas | Bélgica | 2024 |
| Copa de Bélgica             | Club Brujas | Bélgica | 2025 |
| Supercopa de Bélgica        | Club Brujas | Bélgica | 2025 |